# شاندور بيتوفي
شاندور بيتوفي (Sándor Petőfi) (اسمه الحقيقي أليكساندر بيتروفيتش وُلد في 1 من يناير 1823م ويُحتمل بشدة أنه توفي في 31 من يوليو 1849م) هو شاعر وثوري ليبرالي مجري . ويعد الشاعر القومي بالمجر، كما أنه أحد الشخصيات الرئيسة في الثورة المجرية عام 1848م. كما أنه مؤلف نشيد نيمزيتي دال (Nemzeti dal) (النشيد الوطني)، الذي قيل عنه بأنه ألهم الثورة في مملكة المجر التي دخلت في حرب من أجل الاستقلال عن الإمبراطورية النمساوية. ومن المحتمل بشدة أنه وافته المنية في معركة شيغيشفار (Battle of Segesvár) وهي إحدى المعارك الأخيرة للحرب.

## وصلات خارجية
- شاندور بيتوفي على موقع IMDb (الإنجليزية)
- شاندور بيتوفي على موقع الموسوعة البريطانية (الإنجليزية)
- شاندور بيتوفي على موقع ميوزك برينز (الإنجليزية)
- شاندور بيتوفي على موقع ديسكوغز (الإنجليزية)
- شاندور بيتوفي على موقع قاعدة بيانات الفيلم (الإنجليزية)

- Sándor Petőfi on a Hungarian banknote from 1957
- Complete works (in Hungarian)
- Morvai's expedition (in Slovak)